# Riksdagshuset i Stockholm
Riksdagshuset er sæde for Sveriges rigsdag og ligger på Helgeandsholmen i Stockholm. Det blev opført mellem 1897 og 1905. Arkitekt var Aron Johansson.
De såkaldte riksbygninger på Helgeandsholmen blev oprindeligt opførte for både Sveriges rigsdag (bygningsmassen øst for Riksgatan) og Sveriges Riksbank (bygningsmassen vest for Riksgatan). Efter at tokammerrigsdagen blev erstattet af enkeltkammerrigsdagen, byggede man den bankdelen om for at få plads til den nye plenumsal. I ombygningsperioden holdt Riksdagen provisorisk til i det dengang nyopførte Kulturhuset ved Sergels torv. Man flyttede tilbage til Helgeandsholmen i 1983.

## Opførelsen
Under gravearbejderne gravede man 37.000 kubikmeter materiale væk. Grundmuren blev opført i 1897. Rigsdagsdelen kunne indvies 12. januar 1905 og et år senere blev rigsbankdelen taget i brug.

## Modtagelse
Allerede ved indvielsen i 1905 mødte rigsdagsbygningens udseende kritik. Blandt andet fordi den nybarokke bygningen fremstod som umoderne sammenlignet med jugendstilen, der var ved at blive udbredt.

## Reparations- og ombygningsarbejder
- I 1938 fjernede man mange af Riksdagshusets dekorative detaljer, fordi man mente der var for stor risiko for, at de kunne falde ned og gøre skade.
- I 1971 blev det besluttet at afskaffe tokammersystemet.
- Fra 1978 til 1980 blev Riksplan gravet ud. Under udgravningsarbejderne gjorde man fund fra middelalderen og senere blev Stockholms Medeltidsmuseum grundlagt på stedet.

## Billedegalleri
- Set fra Rosenbad
- Set fra Drottninggatan
- Set fraStockholms slot
- Set fraVasabron